# Maurice Hilleman
Maurice Ralph Hilleman (Miles City, Montana, 1919. augusztus 30. – Philadelphia, Pennsylvania, 2005. április 11.) amerikai mikrobiológus, vakcinológus. Közel 40 védőoltást fejlesztett, többet, mint bármely más tudós. Az ajánlott védőoltások közül nyolcat ő fejlesztett ki: a kanyaró, a mumpsz, a hepatitisz A, a hepatitisz B, a bárányhimlő, az agyhártyagyulladás (meningitis), a tüdőgyulladás (pneumonia) és a Haemophilus influenzae baktériumok ellenit. Úgy ítélik meg, hogy több életet mentett meg, mint bármely más 20. századi kutatóorvos.

## Tanulmányai
1941-ben Montana Állam Egyetemén szerzett diplomát, majd 1944-ben a Chicagói Egyetemen doktori fokozatot mikrobiológusként. 

## Pályafutása
1948-tól között az Army Medical Center légúti megbetegedésekkel foglalkozó osztályát vezette. 1957-ben, amikor elindult a huszadik század három influenza-világjárványának egyike, az ázsiai influenza, jelentős szerepe volt az Egyesült Államok védekezésének megszervezésében. 
1957-től között a Merck & Co. gyógyszergyár víruskutató osztályát vezette. Itt fejlesztett ki közel 40 védőoltást. 1984-ben a Merch kutatólaborok alelnökeként ment nyugdíjba. 

## Elismerései
Hilleman a National Academy of Sciences, a National Academy of Medicine, az American Academy of Arts and Sciences és az American Philosophical Society megválasztott tagja volt. 
1988-ban a biológia terén ő volt az egyik díjazottja a Nemzeti Tudományos Éremnek, az Egyesült Államok legmagasabb tudományos elismerésének. 
Robert Gallo amerikai kutatóorvos, az AIDS-et okozó vírus, a HIV egyik megtalálója azt mondta róla: "Ha egy olyan személyt kellene megneveznem, aki többet tett az emberi egészség érdekében, kevesebb elismeréssel, mint bárki más, akkor az Maurice Hilleman lenne. A történelem legsikeresebb vakcinológusaként kellene elismerni."

## Fordítás
- Ez a szócikk részben vagy egészben  a   Maurice Hilleman című angol Wikipédia-szócikk ezen változatának fordításán alapul.  Az eredeti cikk szerkesztőit annak laptörténete sorolja fel. Ez a jelzés csupán a megfogalmazás eredetét és a szerzői jogokat jelzi, nem szolgál a cikkben szereplő információk forrásmegjelöléseként.